# Десетерац
Десетерац је стих од десет слогова. Постоје:
- петоиктусни трохејски стих српске епске народне песме
- четвороиктусни симетрични стих
- десетосложни јампски стих (јамб)
- десетосложни стих у силабичкој версификацији француске поезије

## Петоиктусни трохејски стих српске епске народне песме
Петоиктусни трохејски стих српске епске народне песме (зато се зове епски или јуначки десетерац, често се пева уз гусле), са цезуром (паузом) после четвртог слога (из тог разлога се зове несиметрични или асиметрични десетерац), неримован је стих, са свим другим клаузулама изузев мушке. Најзаступљенији стих српске поезије, само се условно назива епски јер се овај облик десетерца често среће и у лирској поезији. Особине овог десетерца су изосилабизам и цезура као метричке константе; полукаденца на цезури као доминанта; избегавање опкорачења стиха; избегавање једносложних акценатских целина на четвртом и десетом слогу; већина акценатских целина пада испред непарних слогова па је последица силазна интонација на крајевима десетерца. Трохејски десетерац у писаној поезији комбинује се са каталектичким десетерцем тј. трохејским деветерцем са мушком клаузулом.
Роман Јакобсон се бавио проучавањем српског епског десетерца и он тврди да је десетерац индоевропског порекла, иако је први пут забележен тек нешто пре седамнаестог века. Афирмацијом и бележењем народне песме, десетерац, уз знатне модификације његове структуре продире и у писану поезију тако да постаје најчешћи стих српског романтизма: уводи се рима, напушта се квантитативна клаузула, поједини десетерци добијају индивидуалне облике ритма ( нпр. Сарајлија, Његош), комбинује се са каталектичким обликом. Поред тога што крајем деветнаестог века уступа место другим стиховима, десетерац ће користити и песници других генерација (нпр. Дисова „Нирвана“);

## Четвороиктусни симетрични стих
Четвороиктусни симетрични стих са цезуром после петог слога (зато се зове симетрични десетерац), са полустиховима од једне тросложне и једне двосложне акценатске целине (3+2 или 2+3), са слободним распоредом акцената, а заступљен је углавном у лирици (зато се зове и лирски десетерац). Поједини проучаваоци овај десетерац називају и дактилотрохеј будући да се у њему често јављају и амфибрашке акценатске целине. Постоје четири варијанте симетричног десетерца или лирског десетерца: две са симетричним распоредом акценатских целина у полустиховима: (3+2//3+2 и 2+3//2+3) и две са асиметричним: (3+2//2+3 и 2+3//3+2);

## Десетосложни јампски стих (јамб)
Десетосложни јампски стих (јамб), претежно са слободном цезуром или са цезуром после петог слога, са неретким одступањима од строгог распореда акцената на парним слоговима и са дактилском или мушком клаузулом. Овакав јампски десетерац јавља се у комбинацији са једанаестерцем у предбранковској поезији, а Лаза Костић га афирмише подстакнут Шекспировим стихом и уводи у драму, често примењујући мушку клаузулу, док се овај десетерац са дактилском клаузулом, осим код Костића јавља и код Ђуре Јакшића ( „Отаџбина“);

## Десетосложни стих у силабичкој версификацији француске поезије
Десетосложни стих у силабичкој версификацији француске поезије, са цезуром иза четвртог, петог или шестог слога (нпр. „Песма о Роланду“, Валери), док се из епике развио и популаран лирски и дидактички десетерац који се налази код Ла Фонтена и Волтера, а обнавља у деветнаестом и двадесетом веку.